# بيرت ويكس
بيرت ويكس هو سياسي كندي، ولد في 1918 في مونتريال في كندا، وتوفي في 10 ديسمبر 1990 في وندسور في كندا.